# Martin Litchfield West
Martin Litchfield West (Londres, Reino Unido, 23 de septiembre de 1937 – Oxford, Reino Unido, 13 de julio de 2015) fue un académico en estudios clásicos, filología y antigüedad clásica con reconocimiento internacional. Al recibir la Medalla de Kenyon de Estudios Clásicos por parte de la Academia Británica, en 2002, fue nombrado "el más brillante y productivo académico de griego de su generación, no sólo en el Reino Unido, sino en todo el mundo". Al momento de su muerte, era miembro honorario del All Souls College, en la Universidad de Oxford.
Se dedicó a escribir extensamente sobre música de la Antigua Grecia, tragedia griega, poesía lírica griega, las relaciones entre Grecia y el Antiguo Oriente Próximo, y la conexión entre el chamanismo y la antigua religión griega, incluyendo el orfismo. Su trabajo procede de material escrito en acacio, fenicio, hebreo, hitita, y ugarítico, así como del griego y el latín.
En 2001, West produjo una edición de La Ilíada de Homero para la Biblioteca Teubneriana, acompañada por un estudio de tradición crítica y filología global, titulado Estudios en el Texto y Transmisión de la Ilíada; un volumen posterior denominado The Making of the Iliad, publicado por Oxford University Press, apareció diez años después y otro llamado The Making of the Odyssey en 2014.
En 2007  escribió sobre la reconstitución de la cultura y la poesía indoeuropea y su influencia sobre Grecia en su libro Poesía y mitos indoeuropeos. West falleció en Oxford, el 13 de julio de 2015, a los 77 años.

## Premios y honores
- 2000: Premio Balzan por Antigüedad Clásica
- 2002: Medalla de Kenyon de Estudios Clásicos de la Academia Británica.[1]
- 2007: Libro de ensayos sobre literatura antigua griega escrito en su honor para su cumpleaños 70.[4]

West fue un Doctor en Filosofía y Doctor en Letras en la Universidad de Oxford, y ha sido elegido miembro de la Academia Británica, de la Academia de Ciencias de Gotinga y de la Academia Europaea de Londres. Fue nombrado Orden del Mérito del Reino Unido durante el New Year Honours de 2014 por la Isabel II.

## Enseñanza académica e investigación
- Emeritus Fellow, All Souls College, Oxford (desde 2004)
- Senior Research Fellow, All Souls College, Oxford (1991–2004).
- Profesor de griego, Universidad de Londres (Bedford College, luego Royal Holloway y Bedford New College) (1974–91).
- Fellow y Praelector en estudios clásicos, University College, Oxford (1963–74).
- Jr. Woodhouse Research Fellow, St. John's College, Oxford (1960–63).

### Lista de libros seleccionados
- Early Greek Philosophy and the Orient, Oxford: Clarendon Press 1971, xv + 256 pp.; traducción al italiano, Bologna 1993
- Textual Criticism and Editorial Technique Applicable to Greek and Latin Texts (Teubner Studienbücher), Stuttgart: B.G. Teubner 1973, 155 pp.; traducción al griego, Athens 1989; translation into Italian, Palermo 1991; traducción al húngaro, Budapest 1999
- Studies in Greek Elegy and Iambus (Untersuchungen zur antiken Literatur und Geschichte 14), Berlin, New York: Walter de Gruyter 1974, ix + 198 pp.
- Immortal Helen: an inaugural lecture delivered on 30 April 1975, London: Bedford College 1975, 18 pp. ISBN 0-900145-30-7
- Greek Metre, Oxford 1982, xiv + 208 pp. ISBN 0-19-814018-5
- The Orphic Poems, Oxford: Clarendon Press 1983, xii + 275 pp. ISBN 0-19-814854-2; traducción al italiano, Naples 1993;
- The Hesiodic Catalogue of Women: Its Nature, Structure, and Origins, Oxford: Clarendon Press 1985, viii + 193 pp. ISBN 0-19-814034-7
- Introduction to Greek Metre, Oxford: Clarendon Press 1987, xi + 90 pp. ISBN 0-19-872132-3
- Studies in Aeschylus (Beiträge zur Altertumskunde 1), Stuttgart: B.G. Teubner 1990, x + 406 pp. ISBN 3-519-07450-8
- Ancient Greek Music, Oxford: Clarendon Press 1992, xiii + 410 pp ISBN 0-19-814897-6; traducción al griego, Atenas, 1999
- Die griechische Dichterin: Bild und Rolle (Lectio Teubneriana v), Stuttgart & Leipzig: B.G. Teubner 1996, 48 pp. ISBN 3-519-07554-7
- The East Face of Helicon: West Asiatic Elements in Greek Poetry and Myth, Oxford: Clarendon Press 1997, xxvi + 662 pp. ISBN 0-19-815042-3
- Studies in the text and transmission of the Iliad. München: K.G. Saur 2001 304 pp. ISBN 3-598-73005-5
- Indo-European Poetry and Myth. Oxford: Oxford University Press 2007 480 pp. ISBN 978-0-19-928075-9
- The Making of the Iliad: Disquisition and Analytical Commentary. Oxford: Oxford University Press 2011 441 pp. ISBN 978-0-19-959007-0

### Ediciones, comentarios y traducciones de textos clásicos
- Hesiod, Theogony, ed. con prólogo y comentarios de M.L. West, Oxford: Clarendon Press 1966, xiii + 459 pp.
- Fragmenta Hesiodea, ed.: R. Merkelbach et M. L. West, Oxford: Clarendon Press 1967, 236 pp.
- Iambi et elegi Graeci ante Alexandrum cantati. 1 : Archilochus. Hipponax. Theognidea, ed. M. L. West, Oxford: Clarendon Press 1971, edición revisada 1989, xvi + 256
- Iambi et elegi Graeci ante Alexandrum cantati. 2 : Callinus. Mimnermus. Semonides. Solon. Tyrtaeus. Minora adespota, ed. M. L. West, Oxford: Clarendon Press 1972, edición revisada 1992 x + 246 pp.
- Sing me, goddess. Being the first recitation of Homer's Iliad, translated by Martin West, London: Duckworth 1971, 43 pp. ISBN 0-7156-0595-X
- Theognidis et Phocylidis fragmenta et adespota quaedam gnomica, ed. M. L. West (Kleine Texte für Vorlesungen und Übungen 192), Berlín: Walter de Gruyter 1978, iv + 49 pp.
- Hesiod, Works and Days, ed. con prólogo y comentarios de M.L. West, Oxford: Clarendon Press 1978, xiii + 399 pp.
- Delectus ex Iambis et Elegis Graecis, ed. M. L. West, Oxford: Clarendon Press 1980, ix + 295 pp. ISBN 0-19-814589-6
- Carmina Anacreontea, edidit Martin L. West (Bibliotheca scriptorum Graecorum et Romanorum Teubneriana), Leipzig: Teubner 1984, xxvi + 64 pp.; corrected reprint with one page of Addenda, 1993 ISBN 3-8154-1025-8
- Euripides, Orestes, ed. con traducción y comentarios de M. L. West, Warminster: Aris & Phillips 1987, ix + 297 pp. ISBN 0-85668-310-8
- Hesiod, Theogony, and Works and Days, con traducción y comentarios de M. L. West, Oxford: Oxford University Press 1988, xxv + 79 pp. ISBN 0-19-281788-4
- Aeschyli Tragoediae cum incerti poetae Prometheo, recensuit Martin L. West (Bibliotheca scriptorum Graecorum et Romanorum Teubneriana), Stuttgart: B.G. Teubner 1990, lxxxv + 508 pp. ISBN 3-519-01013-5
- Greek Lyric Poetry. The poems and fragments of the Greek iambic, elegiac, and melic poets (excluding Pindar and Bacchylides) down to 450 B.C., [verse translation] Oxford: Oxford university Press 1993, xxv + 213 pp. ISBN 0-19-282360-4
- Homeri Ilias. Volumen prius rhapsodias I-XII continens, recensuit Martin L. West (Bibliotheca scriptorum Graecorum et Romanorum Teubneriana), Stuttgart & Leipzig: B.G. Teubner 1998, lxii + 372 pp. ISBN 3-519-01431-9
- Homeri Ilias. Volumen alterum rhapsodias XIII-XXIV continens, recensuit Martin L. West (Bibliotheca scriptorum Graecorum et Romanorum Teubneriana), K. G. Saur: Leipzig & Munich 2000, vii + 396 pp.
- Homeric Hymns, Homeric Apocrypha, Lives of Homer, edited and translated by Martin L. West. (The Loeb Classical Library 496) Cambridge, Mass.: Harvard University Press 2003 ISBN 0-674-99606-2
- Greek Epic Fragments from the Seventh to the Fifth Centuries BC, editado y traducido por Martin L. West (The Loeb Classical Library 497). London Cambridge, Mass.: Harvard University Press 2003 ISBN 0-674-99605-4
- Barrett, W. S., Greek Lyric, Tragedy, and Textual Criticism: Collected Papers, ed. M. L. West (Oxford & New York, 2007): papers dealing with Stesichorus, Pindar, Bacchylides and Euripides[6]

### Selección de artículos
Su obra también incluye contribuciones a diccionarios, libros y más de 200 artículos y papers desde 1960.
- The Medieval and Renaissance Manuscripts of Hesiod's "Theogony", Classical Quarterly 14, 1964, 165–89;
- Conjectures on 46 Greek Poets, Philologus 110, 1996, 147–68;
- The Contest of Homer and Hesiod, Classical Quarterly 17, 1967, 433–50;
- Near Eastern Material in Hellenistic and Roman Literature, Harvard Studies in Classical Philology 73, 1968, 113–34;
- Stesichorus, Classical Quarterly 21, 1971, 302–14;
- Stesichorus at Lille, Zeitschrift für Papyrologie und Epigraphik 29, 1978, 1ff.;
- The Cosmology of "Hippocrates", De Hebdomadibus, Classical Quarterly 21, 1971, 365–88;
- Indo-European Metre, Glotta 51, 1973, 161–87;
- Greek Poetry 2000-700 B.C., Classical Quarterly 23, 1973, 179–92;
- The Medieval Manuscripts of the "Works and Days", Classical Quarterly 24, 1974, 161–85;
- Tragica I-VII, Bulletin of the Institute of Classical Studies 24, 1977, 89–103; 25, 1978, 106–22; 26, 1979, 104–17; 27, 1980, 9–22; 28, 1981, 61–78; 30, 1983, 63–82; 31, 1984, 171–96;
- The Prometheus Trilogy, Journal of Hellenic Studies 99, 1979, 130–48;
- The Rise of the Greek Epic, Journal of Hellenic Studies 108, 1988, 151–72;
- Analecta Musica, Zeitschrift für Papyrologie und Epigraphik 92, 1992, 1–54;
- Simonides Redivivus, Zeitschrift für Papyrologie und Epigraphik 98, 1993, 1–14;
- The Babylonian Musical Notation and the Hurrian Melodic Texts, Music and Letters 75, 1993/4, 161–79;
- "Ab Ovo". Orpheus, Sanchuniathon, and the Origins of the Ionian World Model, Classical Quarterly 44, 1994, 289–307;
- The Date of the "Iliad", Museum Helveticum 52, 1995, 203–19;
- Akkadian Poetry: Metre and Performance, Iraq 59, 1997, 175–87;
- "Towards Monotheism", in P. Athanassiadi and M. Frede (edd.), Pagan Monotheism in Late Antiquity, Oxford 1999, 20–40;
- The Invention of Homer, Classical Quarterly 49(2), 1999, 364–82